# سالامی علیکم
سالامی علیکم (به آلمانی: Salami Aleikum) فیلمی کمدی است که در سال ۲۰۰۹ (۱۳۸۸) توسط کارگردان ایرانی علی صمدی احدی در آلمان ساخته شده‌است. این فیلم نگاهی طنز به ایرانیان آلمان و روابط شهروندان آلمان و مهاجران ایرانی و تفاوت‌های فرهنگی ناشی از مهاجرت دارد. سالامی علیکم از موفق‌ترین فیلم‌های کارگردانان ایرانی الاصل خارج از ایران در سال‌های اخیر است
و جوایز و تقدیرهایی به دست آورده‌است.
این فیلم سبکی افسانه وار دارد و همچنین مواردی از فاصله‌گذاری در فیلم دیده می‌شود. سالامی علیکم ترکیبی از پویانمایی و فیلم است. همچنین ویدئو کلیپهای آواز و رقص ایرانی دارد که فضای فیلم را شاد می‌کند. شخصیت پردازی و فضاسازی آلمان شرقی از جنبه‌های موفق این فیلم است و ضرب‌آهنگ و فیلم‌برداری خوبی دارد.

## چکیده داستان
محسن طاهری (با بازی نوید اخوان) پسر ۲۵ سالهٔ خانوادهٔ قصابی است که بعد از انقلاب ایران به کلن آلمان مهاجرت کرده‌اند. او از شغل پدرش (با بازی میشائیل نیاورانی) متنفر است. هنگامی که پدرش بیمار می‌شود او به دلیل دل‌رحمی نمی‌تواند گوسفند بکشد لز این رو ناجار می‌شود برای سرپا نگه داشتن مغازه جهت خرید گوشت گوسفند به آلمان شرقی برود. در این منطقه مردم با خارجی‌ها برخوردی سرد دارند و به آنها بی‌اعتماد هستند. محسن در این سفر عاشق دختری آلمانی می‌شود به نام آنا (با بازی آنا بوگر) که مکانیک ماشین و گیاه‌خوار است. به همین دلیل محسن شغل پدر خود را از آنا مخفی می‌کند و به او می‌گوید که به آنجا آمده تا پشم گوسفند برای کار تجاری نساجی پدرش بخرد. پدر و مادر آنا و اهالی ده امیدوارند محسن کارخانه ریسندگی ده را که پس از شکستن دیوار برلین و یکی شدن آلمان شرقی و غربی از کار افتاده‌است را دوباره راه‌اندازی کند. در این هنگام پدر و مادر محسن به آنجا می‌آیند و دروغ محسن ابعاد و مشکلات بزرگ‌تری پیدا می‌کند…